# Полевое (Донецкая область)
Полевое (укр. Польове) — посёлок в Шахтёрском муниципальном округе Донецкой Народной Республике. Под контролем самопровозглашённой Донецкой Народной Республики.

## География

#### Соседние населённые пункты по странам света
С: —
СЗ: Ильинка, Ольховатка
СВ: Никишино, Каменка
З: Весёлая Долина
В: Кумшацкое, Димитрова
ЮЗ: Новоорловка
ЮВ: —
Ю: Орлово-Ивановка

## Население
Население по переписи 2001 года составляло 155 человек.

## Общие сведения
Почтовый индекс — 86200. Телефонный код — 6255. Код КОАТУУ — 1425286705.

## Местный совет
86230, Донецкая область, Шахтёрский р-н, с.Петропавловка